# Horikosi Dzsiró
Horikosi Dzsiró (堀越 二郎; Hepburn: Jirō Horikoshi; Fudzsioka, Gunma prefektúra, 1903. június 22. – Tokió, 1982. január 11.) japán főmérnök, nevéhez számos második világháborús japán vadászrepülőgép kifejlesztése fűződik, köztük a híres Mitsubishi A6M Zeroé.

## Élete
Horikosi Dzsiró 1903. június 22-én született Fudzsiokában, Gunma prefektúrában. 1927-ben végzett a Tokiói Egyetem Mérnöki Tanszékének újonnan megalakult Repülési Kutatólaborjában (Kóku Kenkju Só). Pályafutását a Mitsubishi Internal Combustion Engine Company Limitedben kezdte (ma Mitsubishi Heavy Industries), a Nagojai Repülőgépgyárban. Elsőként a sikeres Mitsubishi A5M-et („Claude”) alkotta meg, majd 1937-ben a Mitsubishi felkérte őt és kutatócsoportját a 12-es Prototípus megtervezésére (a 12-es számot a császár tiszteletére választották, mivel ez volt a 12. uralkodási éve). A 12-es Prototípus 1940 júliusára készült el és a terveket elfogadta Japán Császári Haditengerészet. Mivel 1940. a japán naptár szerint a 2600. év volt, ezért ezután „00-ás Modell”-nek vagy „Zero”-nak nevezték, emellett Japánban a „Rei-szen” (jelentése Zero vadász) kifejezés is elterjedt.
Később Horikosi a Mitsubishi további gépein is dolgozott, a Mitsubishi J2M Raiden és a Mitsubishi A7M Reppu típusokon.
Memoárját a Zero fejlesztéséről 1970-ben adták ki Japánban, angol nyelvre a University of Washington Press fordította és adta ki az 1970-es években Eagles of Mitsubishi: the story of the Zero Fighter címmel.

## Galéria

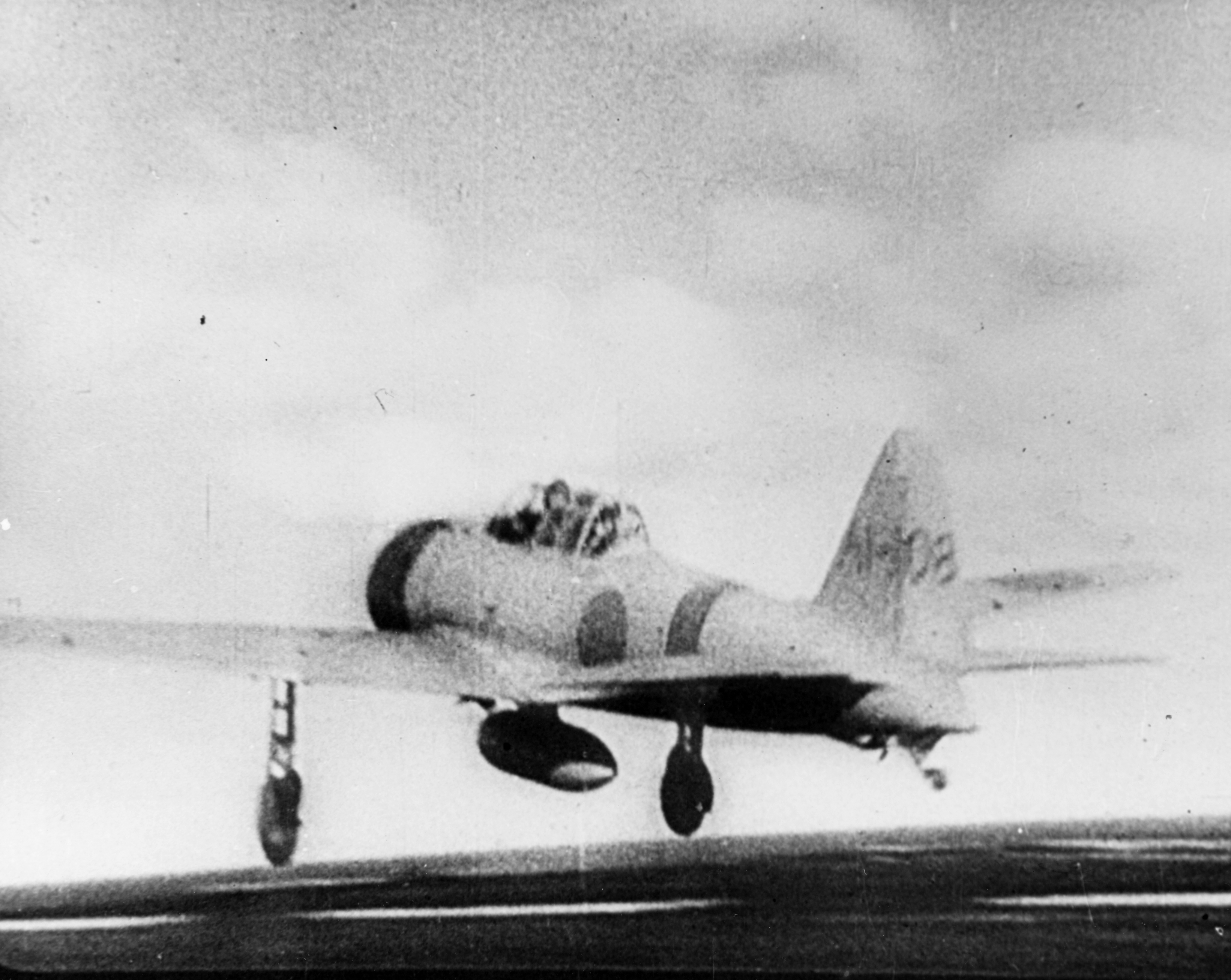
Egy Mitsubishi A6M Zero száll fel az Akagi repülőgép-hordozóról 1941. december 7-én
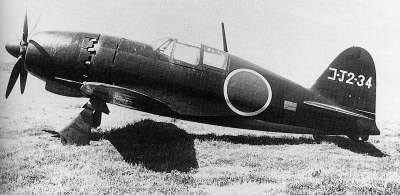
Mitsubishi J2M Raiden.
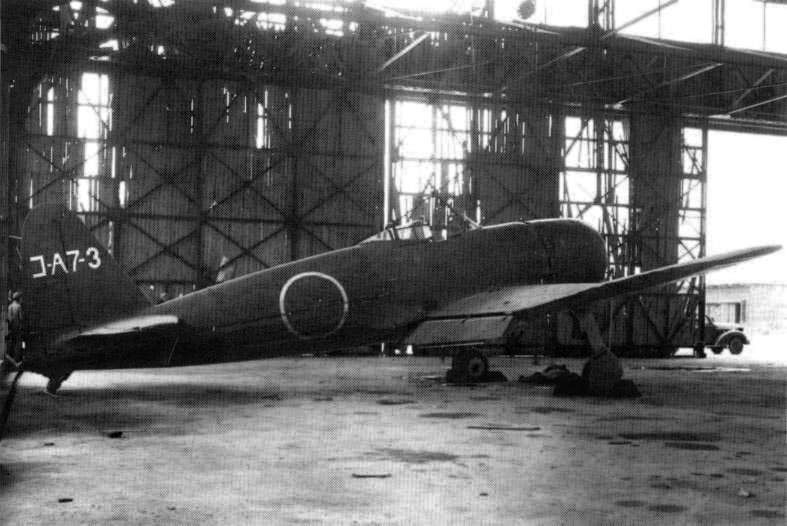
Egy Mitsubishi A7M Reppu építés alatt